# 古籠裝
古籠裝（羅馬化：baju Kurung）是一种传统的爪哇服装，起源于印度尼西亚中爪哇的古隆地区。

## 语词来源
在词源上， (ꦏꦸꦫꦸꦁ) 这个词基本上是爪哇语，指的是这种服装文化的起源，这些地区被称为 Kurung，位于印度尼西亚中爪哇省。